# منيب الرحمن
منيب الرحمن هو مفتي عام باكستان ورئيس لجنة رؤية الهلال باكستان.